# ［2.2］对环蕃
[2.2]对环蕃是一种有机化合物，化学式为C16H16，它是一种环蕃，在生物科学和材料科学有所应用。它最初由布朗和法辛在1949年通过对二甲苯在低压的气相热解制得。

## 反应
[2.2]对环蕃在一般条件下稳定。它的甲酰基、乙酰基、硝基和溴代衍生物可以通过亲电芳香取代反应制得：